# Podstawkorożkowate
Podstawkorożkowate (Ceratobasidiaceae G.W. Martin) – rodzina grzybów znajdująca się w rzędzie pieprznikowców (Cantharellales).

## Charakterystyka
Anamorfy w postaci monilioidalnych strzępek z łańcuchami napęczniałych,
elipsoidalnych komórek. U wielu gatunków tworzone są sklerocja lub bulwki. Są to grzyby saprotroficzne lub pasożytnicze rozwijające się na roślinach i drewnie, jeden gatunek przynajmniej fakultatywnie to grzyb naporostowy, także glebotwórczy i mykoryzowy.

## Systematyka
Pozycja w klasyfikacji według Index Fungorum: Cantharellales, Incertae sedis, Agaricomycetes, Agaricomycotina, Basidiomycota, Fungi.
Według Dictionary of the Fungi do rodziny Ceratobasidiaceae należą rodzaje:
- Bryochysium Link 1833
- Ceratobasidium D.P. Rogers 1935 – podstawkorożek
- Ceratoporia Ryvarden & de Meijer 2002
- Ceratorhiza R.T. Moore 1987
- Rhizoctonia DC. 1805
- Scotomyces Jülich 1978 – stułbiówka

Nazwy polskie według W. Wojewody (2003 r.).